# La gallinella saggia
La gallinella saggia (The Wise Little Hen) è un film del 1934 diretto da Wilfred Jackson. È un cortometraggio d'animazione della serie Sinfonie allegre, distribuito negli Stati Uniti dalla United Artists il 9 giugno 1934. Il film è basato sulla fiaba popolare russa La gallinella rossa (in particolare sulla versione americana del 1911 illustrata da Jessie Willcox Smith) e rappresenta la prima apparizione del personaggio di Paperino e di Meo Porcello. Il 16 febbraio dello stesso anno uscì un altro adattamento della fiaba, La gallina e il porcellino, diretto da Ub Iwerks e distribuito da Pat Powers, rispettivamente ex animatore ed ex distributore dei corti Disney.

## Trama

I protagonisti in una scena del corto: la gallina, Paperino e Meo Porcello

Una gallina è alla ricerca di qualcuno che la aiuti a piantare il suo mais. I suoi vicini Meo Porcello e Paperino sono però molto pigri e pur di non aiutarla fingono entrambi di avere il mal di pancia. Così la gallina è costretta a fare da sola con l'aiuto dei suoi pulcini. Arrivato il momento del raccolto, la gallina cerca nuovamente l'aiuto dei suoi amici al Club dell'Ozio (di cui sono gli unici membri), ma essi fingono di nuovo di stare male; lei però li scopre quando le assi del loro club si spostano mostrandoli mentre si stringono la mano. La gallina prepara allora una varietà di piatti a base di mais e si dirige verso Meo e Paperino per chiedere loro di aiutarla a mangiarli. I due stavolta fingono di avere mal di pancia non appena la vedono, ma quando lei fa la sua richiesta "guariscono" miracolosamente. Quello che ricevono è però una bottiglia di olio di ricino. Mentre la gallina e i suoi pulcini mangiano il mais da soli, Meo e Paperino si pentono di ciò che hanno fatto tirandosi calci a vicenda.

## Produzione
La bozza de La gallinella saggia iniziò a circolare nello studio intorno a novembre del 1933. Essa presentava anche il personaggio di Tom Turkey, che fu scartato durante lo sviluppo della sceneggiatura tra dicembre 1933 e gennaio 1934. Clarence Nash fu assunto come voce di Meo e Paperino il 2 dicembre 1933 dopo aver fatto un provino in cui esibì il suo repertorio di imitazioni di animali. Gli animatori principali furono assegnati alle singole sequenze del film.

## Distribuzione

### Edizione italiana
Il film fu distribuito in Italia il 29 marzo 1935 in lingua originale, venendo doppiato dalla Royfilm soltanto nel 1995 per la trasmissione televisiva. Non essendo stata registrata una colonna internazionale, nelle scene cantate e parlate la musica è sostituita da una versione sintetizzata.

### Edizioni home video

#### VHS
America del Nord
- Donald Duck's First Fifty Years (1984)

Italia
- Silly Symphonies (maggio 1986)[5]

#### DVD
Il corto fu distribuito in DVD-Video nel primo disco di due raccolte della collana Walt Disney Treasures: Silly Symphonies (uscita in America del Nord il 4 dicembre 2001 e in Italia il 22 aprile 2004) e Semplicemente Paperino: Vol. 1 (uscita in America del Nord il 18 maggio 2004 e in Italia il 15 luglio). In America del Nord fu incluso anche nel terzo volume della collana Timeless Tales (uscito il 3 gennaio 2006) e nel DVD The Wind in the Willows (uscito il 19 maggio 2009 come quinto volume della collana Walt Disney Animation Collection). In Italia fu inserito invece nel DVD Paperino - 75º anniversario, uscito il 9 luglio 2009.

## Altri media
Il cartone animato ricevette un adattamento a fumetti in 14 tavole domenicali, scritte da Ted Osborne e disegnate da Al Taliaferro e pubblicate dal 16 settembre al 16 dicembre 1934. La storia presenta alcune differenze, in quanto Paperino e Meo Porcello vengono incaricati di trovare il pulcino nero della gallinella. Nel settembre 1952 fu pubblicato nel primo numero della testata Silly Symphonies un altro adattamento, disegnato da Harvey Eisenberg; in Italia fu pubblicato nel n. 62 di Topolino col titolo La chioccia saggia fa da sé.